# Josette Manin
Pour les articles homonymes, voir Manin (homonymie).
Josette Manin, née le 16 mars 1950 au Lamentin (Martinique), est une femme politique française.
Présidente du conseil général de la Martinique de 2011 à 2015, elle est la première femme de l'histoire de la Martinique à présider cette assemblée. En juin 2017, elle devient la première femme députée de la Martinique. Josette Manin est depuis le 27 juin 2021 conseillère à l'Assemblée de Martinique sur la liste « Alians Matinik » de Serge Letchimy.

## Biographie
Josette Manin est cadre bancaire à la retraite. Elle est membre de Bâtir le pays Martinique, un parti de la gauche martiniquaise fondé en 1998 par Pierre Samot, maire du Lamentin. 
En 1983, elle adhère au Parti communiste martiniquais et devient militante communiste auprès de Georges Gratiant, une grande figure de la vie politique martiniquaise. Mais Josette Manin débute vraiment sa carrière politique lors des élections municipales de 1983 au Lamentin. En effet, elle est élue pour la première fois, conseillère municipale sur la liste du maire, Georges Gratiant. En 1995, elle figurait sur la liste « Lamentin Horizon 2001 - développement, solidarité, justice » du maire sortant, Pierre Samot. Josette Manin avait été réélue conseillère municipale. Aux municipales de 2001, elle est de nouveau réélue conseillère municipale et devient cette fois-ci adjointe au maire. Lors des élections municipales de mars 2008, Josette Manin figure en position éligible sur la liste intitulée « Le Lamentin passionnément » du maire sortant, Pierre Samot. Elle est élue 2e adjointe au maire du Lamentin à l'issue du scrutin. Aux élections cantonales de 2001, elle est élue pour la première fois conseillère générale du canton du Lamentin-3-Est. Elle est réélue lors des cantonales de 2008.
En 1998, Josette Manin quitte le Parti communiste martiniquais et adhère à Bâtir le pays Martinique de Pierre Samot à la suite de la scission avec le PCM.
Josette Manin est choisie en mars 2011 pour être la candidate à la présidence du groupe de l'opposition intitulé « Ensemble, pour une Martinique nouvelle », composé des élus du PPM, de Bâtir le pays Martinique, du MPF, de la FSM, du Mouvement « Vivre à Schœlcher » et de Osons oser. Elle est élue le 31 mars 2011, au 3e tour, présidente du Conseil général de la Martinique par 23 voix contre 22 à Alfred Sinosa, candidat du groupe du président sortant Claude Lise. Elle est la seconde femme à présider un conseil général dans les Antilles, l'une des cinq présidentes en France en 2011 et enfin la onzième de l'histoire.
En juin 2017, elle devient la première femme élue députée de la Martinique,. À l'Assemblée nationale, elle intègre la commission des Affaires culturelles et de l'Éducation. Elle devient également membre groupe de travail sur les Jeux olympiques et paralympiques de 2024, et secrétaire de la délégation aux outre-mer. Enfin, elle est vice-présidente du groupe d'amitié France-Cuba.
Elle ne se représente pas en 2022. 

## Détail des mandats et fonctions
- 1983-1989 : conseillère municipale du Lamentin
- 2001-2015 : conseillère générale du canton du Lamentin-3-Est
- 31 mars 2011 – 18 décembre 2015 : présidente du conseil général de la Martinique
- Depuis 1995 : conseillère municipale du Lamentin
- Depuis 2008 : 2e adjointe au maire du Lamentin
- 21 juin 2017 - 21 juin 2022 : députée de la première circonscription de la Martinique
- Depuis le 1er juillet 2021 : conseillère de l'Assemblée de Martinique